# La Opinión de Zamora
La Opinión-El Correo de Zamora és un diari espanyol amb àmbit de difusió a la província de Zamora. Pertany al grup d'empreses de l'Editorial Prensa Ibérica, amb seu a Barcelona.
El diari sorgeix el 1990 obeint a un procés d'expansió del grup per tal de donar un nou aire a la informació de Zamora i la seva província. Aquest procés d'expansió és paral·lel en altres províncies, amb diaris amb el mateix nom, com ara La Opinión de Murcia, creat al 1988.
En la seva creació, el diari absorbeix El Correo de Zamora, una de les publicacions més antigues de Zamora (primera edició el 1887), que en aquell moment travessava una situació econòmica difícil.
Avui dia el diari consta de dues edicions, una a la capital i una altra a la ciutat de Benavente, amb una tirada d'uns 8000 exemplars. Compta amb una edició digital des de 1999.